# Eraldo Pecci
Eraldo Pecci (San Giovanni in Marignano, 12 aprile 1955) è un ex calciatore italiano, di ruolo centrocampista.

## Carriera

### Giocatore

#### Club

Pecci in azione con la fascia di capitano della Fiorentina nel 1984

Eraldo Pecci iniziò a giocare a calcio nel Superga 63 di Cattolica prima di passare nelle giovanili del Bologna, squadra con cui debuttò in Serie A nel 1972. Con i rossoblù vinse la Coppa Italia nel 1974, segnando l'ultimo e decisivo rigore nella finale contro il Palermo.
Affermatosi come centrocampista di regia, nell'estate del 1975 fu acquistato dal Torino. Con i granata vinse lo scudetto nel 1975-1976, collezionando 203 presenze (153 in campionato, 33 in Coppa Italia, e 16 nelle Coppe europee) e segnando 16 gol (10 in campionato, 4 nella coppa nazionale e 2 in Europa).
Nel 1981 lasciò Torino e passò alla Fiorentina insieme al bomber Graziani. A Firenze Pecci militò per quattro stagioni. Nel 1985 venne ceduto al Napoli. Con i partenopei conquistò un 3º posto in Serie A e realizzò una rete ma, per motivi familiari, decise di ritornare la stagione successiva nella squadra che l'aveva visto nascere calcisticamente, il Bologna. Restò coi felsinei, contribuendo al ritorno in serie A al termine della stagione 1987-88, fino all'autunno 1989, quando l'allenatore Maifredi optò per un centrocampo più muscolare. Si trasferì dunque in Serie C1 al Lanerossi Vicenza, allenato dall'amico Romano Fogli, come chioccia per i più giovani, ma dopo l'esonero di quest'ultimo, decise di ritirarsi dopo aver giocato solo 2 partite con i biancorossi.

#### Nazionale
Con la maglia della nazionale ha disputato 6 partite, esordendo il 27 settembre 1975 nella partita valida per le qualificazioni al campionato d'Europa 1976 contro la Finlandia a Roma (0-0).
Vanta inoltre 9 partite con la nazionale B, 2 con la Giovanile e, soprattutto, la partecipazione al campionato del mondo 1978.

### Dopo il ritiro
Una volta terminata la carriera agonistica, Eraldo Pecci intraprese l'attività di commentatore TV, facendo spesso coppia con Bruno Pizzul nelle telecronache delle gare della nazionale maggiore.
In seguito è stato editorialista per il quotidiano Il Giorno.
Inoltre Pecci è stato più volte nominato dai tribunali come perito per la valutazione del parco giocatori delle società calcistiche.
Nell'aprile 2013 ha pubblicato il suo primo libro, intitolato Il Toro non può perdere (edito da Rizzoli), in cui ha narrato in prima persona fatti e trascorsi del mondo del calcio. In particolare ha ripercorso il campionato 1975-1976, in cui i granata conquistarono il settimo scudetto dopo un avvincente duello cittadino con la Juventus.
Nel 2018 ha pubblicato Ci piaceva giocare a pallone - Racconti di un calcio che non c'è più (edito da Rizzoli).

## Statistiche

### Cronologia presenze e reti in nazionale
| Cronologia completa delle presenze e delle reti in nazionale ― Italia | Cronologia completa delle presenze e delle reti in nazionale ― Italia | Cronologia completa delle presenze e delle reti in nazionale ― Italia | Cronologia completa delle presenze e delle reti in nazionale ― Italia | Cronologia completa delle presenze e delle reti in nazionale ― Italia | Cronologia completa delle presenze e delle reti in nazionale ― Italia | Cronologia completa delle presenze e delle reti in nazionale ― Italia | Cronologia completa delle presenze e delle reti in nazionale ― Italia |
| Data                                                                  | Città                                                                 | In casa                                                               | Risultato                                                             | Ospiti                                                                | Competizione                                                          | Reti                                                                  | Note                                                                  |
| --------------------------------------------------------------------- | --------------------------------------------------------------------- | --------------------------------------------------------------------- | --------------------------------------------------------------------- | --------------------------------------------------------------------- | --------------------------------------------------------------------- | --------------------------------------------------------------------- | --------------------------------------------------------------------- |
| 27-9-1975                                                             | Roma                                                                  | Italia                                                                | 0 – 0                                                                 | Finlandia                                                             | Qual. Euro 1976                                                       | -                                                                     |                                                                       |
| 7-4-1976                                                              | Torino                                                                | Italia                                                                | 3 – 1                                                                 | Portogallo                                                            | Amichevole                                                            | -                                                                     |                                                                       |
| 31-5-1976                                                             | New Haven                                                             | Brasile                                                               | 4 – 1                                                                 | Italia                                                                | Torneo del Bicentenario                                               | -                                                                     | 41’ 62’                                                               |
| 5-6-1976                                                              | Milano                                                                | Italia                                                                | 4 – 2                                                                 | Romania                                                               | Amichevole                                                            | -                                                                     |                                                                       |
| 26-1-1977                                                             | Roma                                                                  | Italia                                                                | 2 – 1                                                                 | Belgio                                                                | Amichevole                                                            | -                                                                     |                                                                       |
| 23-9-1978                                                             | Firenze                                                               | Italia                                                                | 1 – 0                                                                 | Turchia                                                               | Amichevole                                                            | -                                                                     | 46’                                                                   |
| Totale                                                                |                                                                       | Presenze                                                              | 6                                                                     |                                                                       | Reti                                                                  | 0                                                                     |                                                                       |

## Palmarès

### Club
- Coppa Italia: 1

Bologna: 1973-1974
- Campionato italiano: 1

Torino: 1975-1976
- Campionato italiano di Serie B: 1

Bologna: 1987-1988